# Zuérat
Zuérat (en árabe: الزويرات; en francés: Zouérate) es un departamento administrativo y la mayor ciudad en el norte de Mauritania, capital de la región de Tiris Zemmur con una población aproximada de 38 000 personas (2005). Pasa el ferrocarril de Mauritania a Nouadhibou por su extremo este.
La ciudad es uno de los lugares donde se deposita el mineral de hierro extraído en F'dérik. En 1974 Miferma (la extractora de mineral de hierro local) fue nacionalizada por el gobierno de Mauritania. La industria en el área se ha desarrollado durante la década de 1970; en 1981 un sector con grandes depósitos de mineral de hierro fue descubierto en Guelb el-Aouj, 35 kilómetros al norte de Zuérat y en 1990 otro fue encontrado en Mhadaouat, que se sitúa más o menos a 65 kilómetros de Zuérat.
Las reservas de Zuérat se estiman en 200 millones de toneladas de cuarzo de hematita. Los trenes de carga que llevan el mineral de hierro a la costa pueden llegar a medir hasta 3 kilómetros de largo, ganándose la reputación de los trenes más largos del mundo.

## Población
Posee 38 000 pobladores. Su gente es también empleada por la administración regional y los militares. La ciudad tiene una población notable de trabajadores extranjeros de otros países africanos.